# کانر کاونتری
کانر کاونتری (انگلیسی: Conor Coventry؛ زادهٔ ۲۵ مارس ۲۰۰۰) بازیکن فوتبال اهل بریتانیا است.
از باشگاه‌هایی که در آن بازی کرده‌است می‌توان به باشگاه فوتبال وستهام یونایتد اشاره کرد.
وی همچنین در تیم‌های ملی فوتبال تیم ملی فوتبال زیر 17 سال جمهوری ایرلند، تیم ملی فوتبال زیر 19 سال جمهوری ایرلند، و زیر ۲۱ سال جمهوری ایرلند بازی کرده‌است.